# Air Littoral
Air Littoral — французская авиакомпания, основанная в 1972 году. Изначально компания базировалась в аэропорту Монпелье, в 1975 году штаб-квартира компании была переведена в Ле Кастелле.

## История
С момента основания держателями акций Air Littoral были KLM, Euralair, Lufthansa и «SAir Group» (Swissair), которые к 2001 году продали свои доли в компании. В 2003 году не состоялась очередная передача компании новому потенциальному владельцу, после чего Air Littoral была объявлена банкротом. Позднее возможность приобретения компании рассматривалась несколькими авиаперевозчиками, включая итальянского оператора Azzurra Air, который впоследствии также был закрыт в связи с финансовыми трудностями.
Ни одна из сделок не состоялась, в связи с чем в 2004 году правительственная комиссия прекратила деятельность Air Littoral.

## Флот

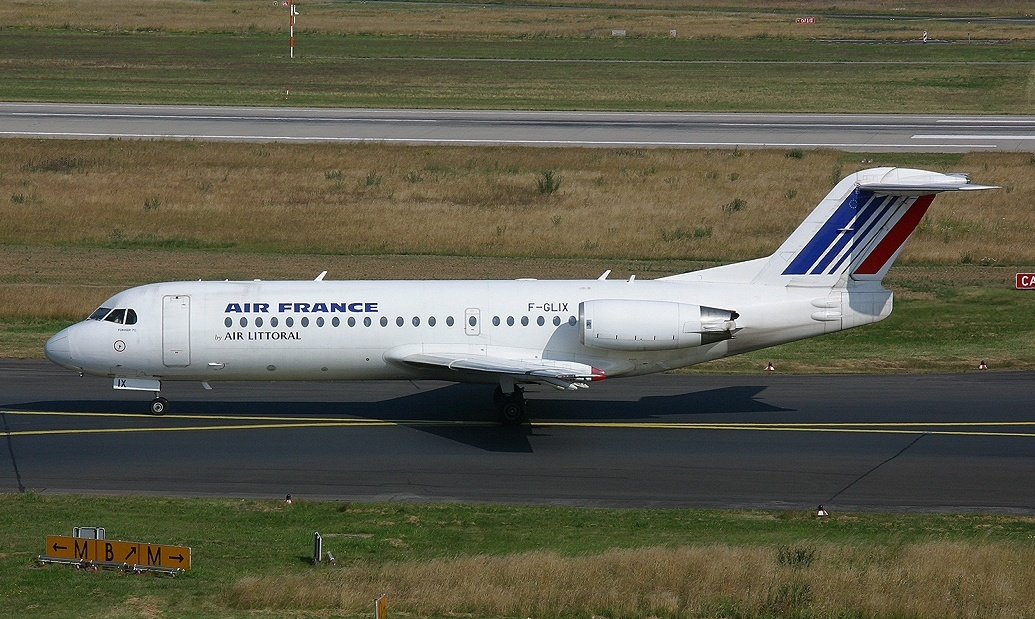
Fokker F70 (F-GLIX) авиакомпании Air Littoral на рулении в международном аэропорту Дюссельдорфа

В разное время во флоте компании числились следующие воздушные суда:
- ATR 42;
- ATR 72;
- Boeing 737—300;
- Embraer EMB 120 Brasilia;
- Fokker 100;
- Fokker 70;
- Bombardier CRJ.

На момент закрытия Флот компании состоял из 17 самолётов Bombardier CRJ 100.